# ژاک دویتری
ژاک دُویتری (فرانسوی: Jacques de Vitry‎; ۱ ژانویهٔ ۱۱۷۰ – ۱ مهٔ ۱۲۴۰) متخصص الهیات، تاریخ‌نگار، فیلسوف، کشیش کاتولیک، و نویسنده اهل فرانسه بود که کتاب Historia orientalis اثر اوست.